# اولاد الگرن
اولاد الگرن (به فرانسوی: Oulad El Garne) یک منطقهٔ مسکونی در مراکش است که در استان قلعه سراغنه واقع شده‌است. اولاد الگرن ۶٬۱۷۴ نفر جمعیت دارد.